# شتاين غران
شتاين غران (بالنرويجية البوكمول: Stein Gran)‏ هو لاعب كرة قدم نرويجي، ولد في 20 أكتوبر 1958 في أوسلو في النرويج. شارك مع منتخب النرويج تحت 21 سنة لكرة القدم ومنتخب النرويج لكرة القدم. أما مع النوادي، فقد لعب مع نادي فوليرينغا ونادي لين.

## وصلات خارجية
- شتاين غران على موقع الاتحاد الدولي (مؤرشف)  (الإنجليزية)
- شتاين غران على موقع اتحاد النرويج (النرويجية)
- شتاين غران على موقع قاعدة بيانات كرة القدم.إي يو (الإنجليزية)
- شتاين غران على موقع ناشيونال فوتبول تيمز (الإنجليزية)
- شتاين غران على موقع عالم كرة القدم.نت (الإنجليزية)
- شتاين غران على موقع أوليمبيديا (الإنجليزية)